# 中央区立中央小学校
中央区立中央小学校（ちゅうおうくりつ ちゅうおうしょうがっこう）は、東京都中央区湊に所在する公立小学校。中央区立中央幼稚園が併設する。
学校内にある温水プールを市民に有料で開放している。周辺には鐵砲洲稲荷神社などがある。

## 沿革
- 1993年（平成5年）
  - 4月1日 - 中央区立鉄砲洲小学校と中央区立京華小学校を統合し開校[3]。ただし、校舎は、改修工事のため、同年8月31日まで旧京華小学校校舎を使用。
  - 4月6日 - 校旗授与式と第1回入学式挙行。
  - 8月31日 - 旧鉄砲洲小学校校舎改装工事完了し、中央小学校校舎完成。
  - 9月1日 - 旧京華小学校仮校舎から移転し、授業開始。
  - 9月13日 - 飼育小屋完成。
  - 10月2日 - 開校記念式典挙行。校歌を制定し、披露した。
- 1994年（平成6年）
  - 3月15日 - 生活科花壇・飼育池完成。
  - 11月29日 - 校庭南側防球ネット設置工事完了。
- 1997年（平成9年）5月12日 - 英語教室開始。
- 1998年（平成10年）2月3日 - 一輪車発表会始。
- 2004年（平成16年）9月24日 - 屋上緑化工事完了。
- 2007年（平成19年）5月26日 - 一輪車テント設置。
- 2010年（平成22年）
  - 7月17日 - 校舎お別れ会開催。
  - 9月1日 - 明正小学校校舎に移転し、授業開始。
- 2012年（平成24年）
  - 9月3日 - 中央小学校新校舎にて授業開始。
  - 10月6日 - 校舎落成式挙行。
- 2014年（平成26年）4月1日 - 東京都オリンピック教育推進校となる。
- 2015年（平成27年）4月1日 - 東京都オリンピック・パラリンピック教育推進校となる。

## 学区
入船一、二丁目、湊一、二丁目、八丁堀
小学校の児童数と教員数
| 年度     | 児童総数 | 1年生 | 2年生 | 3年生 | 4年生 | 5年生 | 6年生 | 教員数 | 職員数 |
| -------- | -------- | ----- | ----- | ----- | ----- | ----- | ----- | ------ | ------ |
| 令和元年 | 215人    | 42人  | 55人  | 41人  | 23人  | 25人  | 29人  | 16人   | 3人    |
| 令和2年  | 238人    | 55人  | 41人  | 48人  | 43人  | 23人  | 28人  | 17人   | 3人    |
| 令和3年  | 279人    | 67人  | 56人  | 44人  | 49人  | 41人  | 22人  | 18人   | 3人    |
| 令和4年  | 319人    | 73人  | 65人  | 55人  | 40人  | 47人  | 39人  | 19人   | 2人    |
| 令和5年  | 339人    | 57人  | 72人  | 63人  | 56人  | 43人  | 48人  | 20人   | 2人    |

## 進学先中学校
- 中央区立銀座中学校

## 学校周辺
- 中央区立中央幼稚園 - 同一建物内でかつ、進学前幼稚園。
- 鐵砲洲稲荷神社
- 中央区立鉄砲洲児童公園
- 中央湊郵便局
- 警視庁築地警察署湊交番
- 隅田川

## アクセス
- 都営バス「東15」系統で、「鉄砲州」バス停から、小学校正門まで、
  - 東京駅八重洲口行のりばから、徒歩約120m・約2分。
  - 深川車庫前行のりばから、徒歩約175m・約3分。
    - JR東日本東京駅（八重洲口）、都営地下鉄大江戸線勝どき駅、ゆりかもめ東京臨海新交通臨海線・東京メトロ有楽町線豊洲駅、東京メトロ有楽町線辰巳駅、東京臨海高速鉄道りんかい線東雲駅から、上述の都営バス「東15」系統で、「鉄砲州」バス停下車後、徒歩。
- JR東日本京葉線八丁堀駅（B3出口）から、徒歩約300m・約5分。